# 아연로
 아연로(Ayeon-ro)는 제주특별자치도 제주시 연동 정실입구 교차로에서 제주시 아라동 아라초등학교앞 교차로잇는 도로이다.

## 주요 경유지
제주특별자치도
- 제주시 (연동 . 아라동)

## 노선
| 이름                  | 접속 노선     | 소재지 | 소재지 | 비고 |
| --------------------- | ------------- | ------ | ------ | ---- |
| 정실입구 교차로       | 연북로 산내로 | 제주시 | 연동   |      |
| 제주교도소앞오거리    |               | 제주시 | 아라동 |      |
| 온난화 농업센터삼거리 | 한북로        | 제주시 | 아라동 |      |
| 오봉교                |               | 제주시 | 아라동 |      |
| 오장교                |               | 제주시 | 아라동 |      |
| 아라초등학교앞 교차로 | 중앙로        | 제주시 | 아라동 |      |
| 아봉로와 직결         |               |        |        |      |

## 주요 건물 및 시설
- 제주방송 (제주특별자치도 제주시 연동 아연로 2)
- CU 제주정실점 (제주특별자치도 제주시 오라동 아연로 171)
- GS25 제주옹달샘점 (제주특별자치도 제주시 아라동 아연로 171)
- GS25 제주오등동점 (제주특별자치도 제주시 아라동 아연로 429)
- GS25 제주대원점 (제주특별자치도 제주시 아라동 아연로 516)